# Yang Junxuan
Yang Junxuan (chiń. 杨浚瑄; ur. 26 stycznia 2002 w Zibo) – chińska pływaczka specjalizująca się w stylu dowolnym, mistrzyni olimpijska w sztafecie 4 × 200 m stylem dowolnym i mistrzyni świata.

## Kariera
W sierpniu 2018 roku na igrzyskach azjatyckich w Dżakarcie zdobyła pięć medali. Złote medale wywalczyła w kobiecej sztafecie 4 × 200 m stylem dowolnym oraz sztafecie mieszanej 4 × 100 m stylem zmiennym, gdzie startowała tylko w wyścigu eliminacyjnym. Na dystansie 200 m stylem dowolnym była druga, uzyskawszy czas 1:57,48. Srebrny medal zdobyła również w sztafecie 4 × 100 m stylem dowolnym. W konkurencji 100 m stylem dowolnym zajęła trzecie miejsce (54,17).
W grudniu tego samego roku podczas mistrzostw świata na krótkim basenie w Hangzhou zwyciężyła w sztafecie 4 × 200 m stylem dowolnym. Yang płynęła także w wyścigu eliminacyjnym kobiecej sztafety zmiennej i otrzymała srebrny medal, kiedy Chinki uplasowały się w finale na drugiej pozycji. W sztafecie 4 × 100 m stylem dowolnym zdobyła brąz.
Na mistrzostwach świata w Gwangju w konkurencji 200 m stylem dowolnym zajęła piąte miejsce i czasem 1:55,43 poprawiła własny rekord świata juniorek. Brała też udział w wyścigu sztafet 4 × 200 m stylem dowolnym, gdzie reprezentantki Chin znalazły się tuż za podium z czasem 7:46,22.
W 2021 roku podczas igrzysk olimpijskich w Tokio płynęła na pierwszej zmianie sztafety 4 × 200 m stylem dowolnym, gdzie uzyskała czas 1:54,37 i wraz z Tang Muhan, Zhang Yufei i Li Bingjie zdobyła złoty medal, ustanawiając nowy rekord świata (7:40,33). W sztafecie mieszanej 4 × 100 m stylem zmiennym zdobyła srebro. W konkurencji 200 m stylem dowolnym była czwarta z czasem 1:55,01. W sztafecie kobiecej 4 × 100 m stylem zmiennym także zajęła czwarte miejsce. W eliminacjach 100 m stylem dowolnym uzyskała czas 53,02 i zakwalifikowała się do wyścigu półfinałowego, z którego jednak zrezygnowała.